# Mesopsychidae
Mesopsychidae — вимерла родина скорпіонових мух, що існувала з пізнього перму по середню крейду (254—122 млн років тому).

## Поширення
Викопні рештки представників родини знаходять на всіх континентах. Їх виявлено у геологічних відкаладеннях Китаю, Монголії, Росії, Киргизстану, Південної Кореї, Австралії, Аргентини і ПАР. В Україні описано вид Mesopsyche dobrokhotovae з відбитка крила, що знайдений у відкладах Протопівської формації поблизу села Гаражівка (нині частина села Велика Комишуваха) Барвінківського районі Харківської області. Датується другою половиною тріасового періоду.

## Опис
Невеликі комахи (довжина крила 3-5 мм). Ротовий апарат сформований у вигляді довгого хоботка.

## Роди
- Afristella Riek 1974
- Allochorista Hong 2007
- Baissopsyche Novokshonov and Sukacheva 2001
- Epicharmesopsyche Shih et al. 2013
- Ferghanopsyche Martynov 1937
- Lichnomesopsyche Ren et al. 2009
- Mesopanorpodes Ren et al. 2009
- Mesopsyche Tillyard 1917
- Mesoses Riek 1976
- Permopsyche Bashkuev 2011
- Ptychopteropsis Martynov 1937
- Sogdopsyche Martynov 1937
- Tarantogus Sukatsheva 1985
- Tipulidites Wieland 1925
- Turanopsyche Martynov 1937
- Undisca Sukacheva 1990
- Vitimopsyche Novokshonov and Sukacheva 2001
- Xinjiangia Hong 1983